# 211473 Herin
211473 Herin este o planetă minoră (asteroid) din centura de asteroizi. A fost descoperită pe 4 martie 2003 la Saint-Véran de observatoire de Saint-Véran⁠(d). 
Obiectul prezintă o orbită caracterizată de o semiaxă mare de 2,756708777088 UAi, o excentricitate de 0,09, o înclinație de 3,9 ° în raport cu ecliptica.